# Club de Rugby La Vila
El Club de Rugby La Vila, llamado Club de Rugby Huesitos La Vila por motivos de patrocinio, es un club de rugby español de la ciudad de Villajoyosa (Alicante). La Vila es la denominación popular de la ciudad en la provincia de Alicante. El color del equipo es el blanco y azul para los partidos locales, y el blanco para los que juega de visitante.
En el año 2008, pudo acceder, por primera vez en su historia a la máxima categoría del rugby español la División de Honor de rugby, gracias a un ascenso desde la categoría de Nacional pasando una única temporada por la División de Honor B y consiguiendo en dicha temporada el ascenso de categoría, así como, proclamarse campeón de dicha categoría.
Juega como local en el Estadio de Rugby de Villajoyosa, conocido popularmente como Campo del Pantano.

## Historia
Fue fundado en 1983 como Villajoyosa Rugby Club por Ignacio Dávila, antiguo jugador del Rugby Club Valencia.
Desde la temporada 2006/07 consiguió ascender dos categorías hasta conseguir alcanzar la máxima categoría del rugby español, la División de Honor, tras pasar por las dos categorías inmediatamente inferiores: División de Honor B y Primera Nacional.
También es destacable que varios jugadores formados en este club han sido internacionales por España a lo largo de su historia. Entre los que destacan Javier Carrión, y los hermanos César Sempere y Yolanda Sempere.
Es en la temporada 2010/11 cuando el Club de Rugby La Vila alcanza su mayor logro al proclamarse campeón de la División de Honor y quedando subcampeón de la Copa del Rey. Ya en la temporada 2011/12 consiguió quedar campeón en el primer trofeo disputado ante el Cetransa El Salvador en la Supercopa de España de Rugby.
La temporada 2017-18 consiguió la permanencia en División de Honor un año más con una meritoria y muy sufrida clasificación, tras varias temporadas en divisiones inferiores.
Tras la temporada 2017-2018 compitiendo de nuevo contra los mejores equipos nacionales en la Liga Heineken, consiguió la permanencia y emprendió el camino hacia un nuevo reto deportivo en 2018-2019.
Aunque no fue posible continuar en la  División de Honor La Vila vuelve a competir por el ascenso a finales de la temporada 2020-2021, logrando la victoria en casa frente a Gernika. De nuevo volvió a estar el club en la élite del rugby durante dos temporadas, pero sufrió una dura temporada en el año 2022-2023 y volvió a descender.
Es en este duro momento en el que se produce un cambio de presidencia y directiva, entrando Guillem Carrión como presidente y, un año más tarde, en el 2023, Alberto Mancebo como gerente del club.
En la temporada 2023-2024 fue campeón de la División de Honor B, ganando la final el 12 de mayo a Industriales de Las Rozas en un ajustado partido 20-25, lo que le dio derecho a jugar en la División de Honor en la temporada 2024-2025.

## Palmarés
- Campeón del grupo B de la División de Honor B: 2023
- Campeón del grupo B de la División de Honor B: 2021
- Campeón del grupo B de la División de Honor B: 2016
- Campeón de la Supercopa de España: 2011
- Campeón de la División de Honor: 2011
- 1 División de Honor: 2011
- Subcampeón de la División de Honor: 2010
- Subcampeón de la Copa del Rey: 2010
- 1 División de Honor B: 2008

## Premios, reconocimientos y distinciones
- Mejor Club Deportivo de la Provincia de 1984 y 2008 (finalista en 2011) y Mejor Escuela Deportiva de 2004 en los Premios Deportivos Provinciales de la Diputación de Alicante.[8]

- Premio Nou d’Octubre en 2024 otorgado por el Ayuntamiento de Villajoyosa.[9]